# 2010 au Mali
Chronologie du Mali
2008 au Mali - 2009 au Mali - 2010 au Mali - 2011 au Mali - 2012 au Mali
2008 par pays en Afrique - 2009 par pays en Afrique - 2010 par pays en Afrique - 2011 par pays en Afrique - 2012 par pays en Afrique

## Chronologie

### Janvier 2010
- Mercredi 6 janvier 2010 : Le gouvernement malien a adopté en conseil des ministres des projets de décrets relatifs à la création de Maisons de la femme et de l’enfant, infrastructures socio-éducatives créées, en milieu urbain (à Bamako et dans chaque capitale régionale) et constituant un cadre d’échange d’expériences, de formation et d’information des femmes et de 23 Centre d’autopromotion des femmes, centres communautaires de référence en milieu rural chargé de former, informer et appuyer les communautés villageoises pour assurer une plus grande implication des femmes dans le développement[1].

- Jeudi 7 janvier 2010 : Ouverture de la 10e édition du Festival au désert — jusqu'au samedi 9 janvier 2010 — qui s’est tenue exceptionnellement à Tombouctou afin de s’intégrer dans la quinzaine touristique et culturelle. Le Sénégal était l’invité d’honneur de ce festival qui se tient habituellement à Essakane et auquel ont participé notamment Habib Koité et Bassekou Kouyaté[2].

- Lundi 11 janvier 2010 :
  - Al-Qaida au Maghreb islamique a menacé d’exécuter l’otage français que l’organisation terroriste a enlevé le 16 novembre 2009, si quatre de ses « combattants » détenus au Mali n’étaient pas libérés d’ici le 30 janvier[3]. (voir aussi : novembre 2009 au Mali)
  - Pour la première fois, huit cas de grippe dont 6 des Grippe A H1N1, ont été confirmés à Bamako par le ministre de la Santé, Oumar Ibrahima Touré[4].

- Vendredi 15 janvier 2010 : La Solidarité africaine pour la démocratie et l'indépendance a organisé pendant 2 jours la 2e Journée de solidarité entre l’Amérique latine, l’Afrique et les Caraïbes à Bamako, avec la participation de représentants du Venezuela, de Cuba, du Brésil, de Belgique et de Suisse, ainsi qu’un représentant du Rassemblement des forces démocratiques de Mauritanie et du Conseil national pour la défense de la démocratie (Cndd) du Burundi[5].

- Dimanche 31 janvier 2010 : La première édition du Championnat national de rugby du Mali, remportée par l’équipe des Bambas de Bamako s’est achevée[6].

#### Coupe d'Afrique des nations 2010
L’équipe du Mali de football participe à la Coupe d'Afrique des nations 2010 organisée en Angola du 10 au 31 janvier 2010.
- Le 10 janvier 2010, elle rencontre l’Angola lors du match d’ouverture qui se déroule au Stade national du 11 novembre  à Luanda. Menée 4 à 0 à 10 minutes de la fin du match, elle arrive à égaliser en marquant quatre  buts (deux de Seydou Keita, un de Frédéric Kanouté et un de Mustapha Yatabaré).
- Le 14 janvier 2010 l’équipe malienne a été battue par l’équipe de football d’Algérie sur un score de 0 à 1.
- le 18 janvier 2010, elle rencontre le Malawi et l’emporte 3-1. Frédéric Kanouté, Seydou Keita et Mamadou Bagayoko ont marqué pour le Mali, Russel Mwafulirwa pour le Malawi.

Terminant 3e de son groupe, l’équipe malienne est éliminée à l’issue du premier tour. La Fédération malienne de football a protesté, dans un courrier adressé par son secrétaire général Boubacar Thiam à la Confédération africaine de football contre les équipes d'Angola et d'Algérie qui ont livré « un non-match total » leur assurant leur qualification pour le second tour au détriment de l’équipe malienne

### Février 2010
- Mercredi 3 février 2010 : Le conseil des ministres a adopté trois projets de décret portant nomination des membres des délégations spéciales chargées d’administrer les communes de Toya (cercle de Yélimané), Bourem et la commune IV de Bamako à la suite de l’annulation des élections communales de 2009 dans ces communes[10].

- Jeudi 4 février 2010 : Une étude publiée relate qu’un nouveau vaccin expérimental contre le paludisme s'est révélé sans risque et efficace pour protéger des enfants, lors d’un petit essai clinique conduit au Mali, auprès d’enfants âgés d'un à six ans vivant dans une zone rurale. Ce vaccin FMP2.1/AS02A, basé sur une seule souche du parasite plasmodium, cible le paludisme juste au moment où le parasite entre dans le sang de la victime et qu'il commence à se multiplier[11].

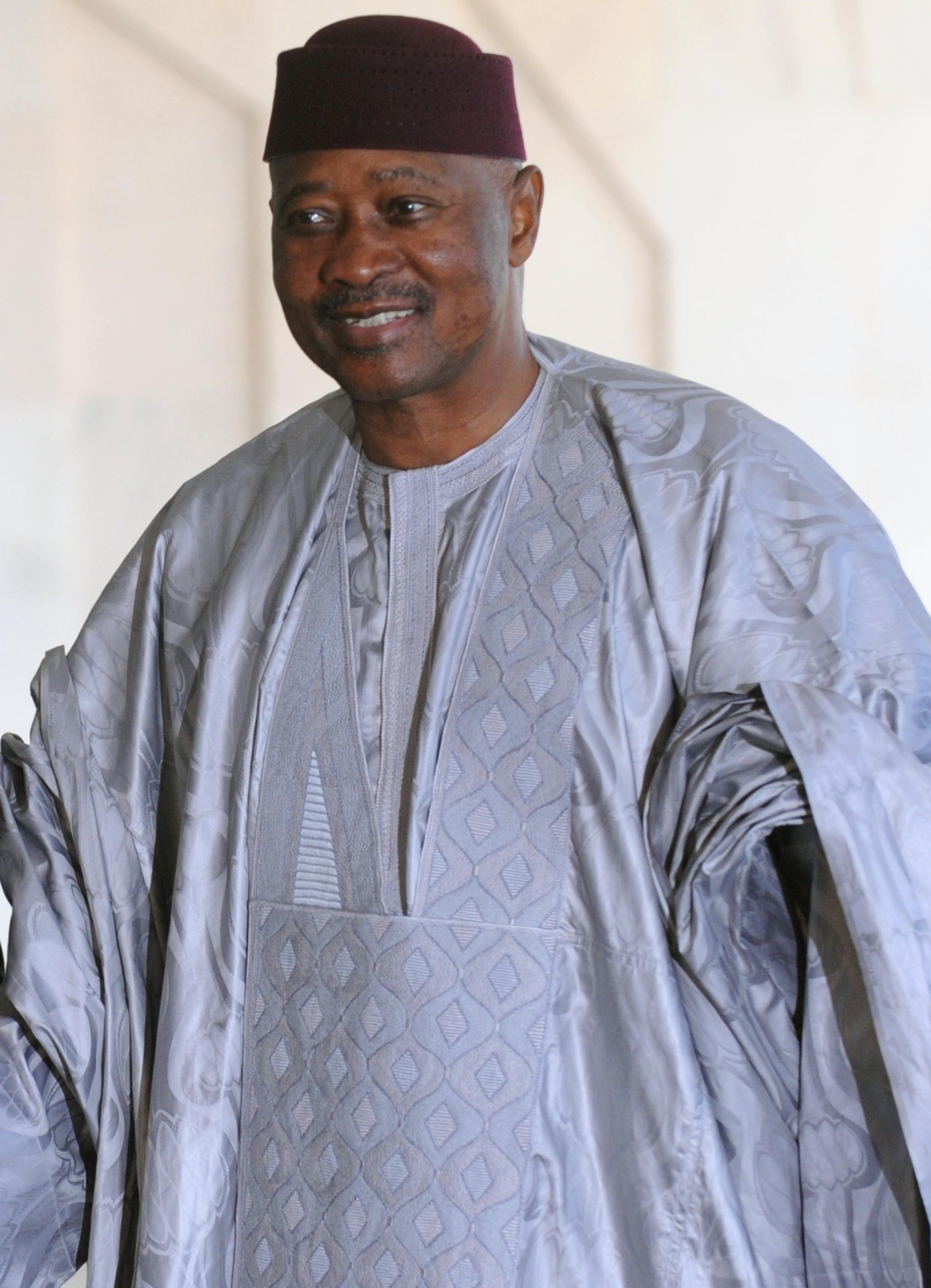
Amadou Touré
(avril 2010)

- Samedi 6 février 2010 : Le président Amadou Toumani Touré a posé la première pierre du barrage de Taoussa (cercle de Bourem, région de Gao). Ce barrage est la composante principale d’un projet, dont le coût estimatif est de 142 milliards de francs CFA, qui prévoit également des ouvrages annexes, une route d’accès de 130 km entre le site du barrage et Gao via Bourem, une centrale électrique de 25 MW, un réseau d’énergie électrique desservant les villes de Bourem, Gao et Bamba et des aménagements hydro-agricoles avec 185 000 hectares de terre aménagée[12].

- Lundi 8 février 2010 : Le Mali « n'entend pas du tout » libérer des islamistes radicaux actuellement détenus dans des prisons maliennes, comme l'a exigé Al-Qaïda au Maghreb islamique en échange de la libération d'un otage français. AQMI a fixé la semaine dernière un nouvel ultimatum : la libération de ses membres arrêtés au Mali, contre la libération de l'otage français, dont la vie serait en danger si Bamako et Paris n'acceptaient pas l'accord avant « la date butoir du 20 février »[13].

- Mardi 16 février 2010 : 0uverture du 10e Forum de Bamako consacré à « l'Afrique 50 ans après: la faim sur le continent africain » et accueillant des universitaires africains, européens et asiatiques, des décideurs publics et des spécialistes des questions de développement, le Premier ministre malien Modibo Sidibé a déclaré que « l’Afrique peut nourrir ses propres enfants ».

- Vendredi 19 février 2010 : Trois Maliens suspectés d'avoir enlevé un Français fin novembre au Mali, avant de « le céder ou de le vendre » à la branche maghrébine d'Al-Qaïda, ont été arrêtées. Pierre Camatte (61 ans) avait été kidnappé par des inconnus en pleine nuit le 26 novembre 2009 dans un hôtel de Ménaka, près du Niger. Il est détenu par AQMI, avec cinq autres Européens (trois Espagnols et deux Italiens, dont une femme d'origine burkinabè), kidnappés en Mauritanie. AQMI a donné jusqu'à samedi pour libérer quatre islamistes détenus au Mali, menaçant dans le cas contraire de tuer le Français[14].

- Samedi 20 février 2010 : Le président Amadou Toumani Touré a été reconduit à la présidence de l'Union économique et monétaire ouest-africaine lors de la 14e session des chefs d’État et de gouvernement qui s’est tenue au Centre international des conférences à Bamako en présence des présidents de 6 pays membres : Thomas Yayi Boni du Bénin, Blaise Compaoré du Burkina Faso, Malam Bakaï Sania de la Guinée-Bissau, Amadou Toumani Touré du Mali, Abdoulaye Wade du Sénégal, et Faure Gnassingbé Eyadéma du Togo. En raison de la crise en Côte d'Ivoire, le président Laurent Gbagbo était absent. Le président nigérien Mamadou Tandja a été destitué par un coup d’État le 18 février 2010[15].

- Dimanche 21 février 2010 :
  - Le parti Liberté solidarité et justice (LJS) s’est dissous au sein de la Convergence pour le développement du Mali[16].
  - Dans la nuit de samedi à dimanche, le Mali a libéré 4 prisonniers, activistes du mouvement terroriste Al-Qaida au Maghreb islamique. Arrêtés dans le cercle de Tessalit en avril 2009, les deux Algériens Mohamed Ben Ali et Tayed Nail, le Mauritanien Beid Ould Nafaa et le Burkinabè Houd Karifo étaient en possession d’armes de guerre et de munitions. Le 18 février 2010, le tribunal de première instance de la Commune III du district de Bamako les a condamné à neuf mois d’emprisonnement ferme pour « détention illégale d’armes et de munitions », ce qui correspond à la durée de leur détention provisoire. AQMI menaçait d’exécuter un otage français, enlevé à Menaka  le 26 novembre 2009 si le Mali ne les libérait pas[17]. Critiquant cette libération, l’Algérie et la Mauritanie qui demandaient l’extradition des terroristes, ont décidé de rappeler leur ambassadeur pour consultation[18].

- Mardi 23 février 2010 : Le président Amadou Toumani Touré annonce la libération de l’otage français enlevé à Menaka le 26 novembre 2009 et gardé en otage par Al-Qaïda au Maghreb islamique.

- Mercredi 24 février 2010 : Le président français Nicolas Sarkozy est reçu à Bamako, par le président Amadou Toumani Touré. Il le remercie de ses efforts pour la libération de l’otage français et assure le Mali de la volonté de la France à l’aider à lutter contre le terrorisme[19].

- Vendredi 26 février 2010 : Une importante bousculade près de la mosquée de Tombouctou (nord-ouest) cause la mort d'au 24 personnes.

### Mars 2010
- Jeudi 4 mars 2010 : Cinq Maliens travaillant pour l'ONG Médecins du monde Belgique ont été attaqués dans le nord du Mali par des hommes armés qui ont enlevé leur véhicule, les abandonnant sur place. Une grande insécurité règne dans le nord désertique du Mali, traversé par des combattants islamistes d'AQMI, des rebelles touaregs et des trafiquants de drogue et d'armes.

- Du 7 au 13 mars 2010, s’est déroulé le Tour cycliste international du Mali, dont cette édition marque la première reconnaissance par l’Union cycliste internationale. Il a été remporté par le marocain Mouhssine Lahsaini[20].

- Lundi 8 mars 2010 : Plusieurs soldats nigériens ont été tués dans une attaque surprise contre un poste militaire à Tiloa (région de Tillaberi, au nord de Niamey, ouest du Niger), près de la frontière avec le Mali vers lequel les assaillants se sont aussitôt repliés.

- Les 13 et 14 mars 2010 s'est tenu le 5e congrès ordinaire de l’Union pour la démocratie et le développement (UDD) au Centre international des conférences de Bamako. Tiéman Coulibaly a été élu président[21]

- Mercredi 17 mars 2010 : Le conseil des ministres adopte un projet de loi portant réglementation de la commercialisation et de la consommation du tabac et des produits du tabac qui vise à renforcer les actions de lutte contre le tabagisme et interdit toute forme de publicité et toute activité de promotion du tabac[22]

- Lundi 22 mars 2010 : Ouverture à Bamako, et pour 5 jours, du « Congrès du riz en Afrique » organisé pour la mise en valeur de la riziculture sur le continent africain et la réduction des importations. 300 participants sont attendus. En 2009, l'Afrique de l'ouest a importé près de 40 % du riz qu'elle consomme, ce qui représente un tiers du riz commercialisé sur les marchés mondiaux. Selon le ministre malien de l'Agriculture, Agatam Ag Alhassane : « En Afrique de l'ouest, la consommation de riz s'est accrue de 4,5 % par an de 1961 à 2006. Nous avons de la terre, nous avons des cadres qualifiés. Il urge d'obtenir notre autosuffissance dans la culture du riz ».

### Avril 2010
- Jeudi 1er avril 2010 : Le nouveau bureau de la Commission nationale des droits de l'homme (CNDH), organisme gouvernemental dont la mission est de « contribuer à la promotion et au respect des droits de l'homme par des conseils, des propositions et des évaluations dans le domaine des droits de l'homme et des libertés fondamentales »[23] a été mis en place. Il est présidé par Me Kadidia Sangaré Coulibaly[24] qui remplace la Commission nationale des droits de l'homme créée par le décret du 16 mars 2006[25].

- Mercredi 7 avril 2010 : Le Conseil des ministres adopte un décret portant modification du décret n°57/PG –RM du 20 avril 1970 portant organisation de l’enseignement fondamental. L’enseignement fondamental est désormais organisé en un seul cycle de 9 ans[26].

- Jeudi 29 avril 2010 : Le ressortissant algérien enlevé le 20 avril par un groupe armé lié à AQMI dans le nord du Niger a été libéré « dans le désert du Mali » et se trouve désormais en Algérie, tandis que le Français septuagénaire avec lequel il se trouvait est toujours retenu « dans le désert côté malien ». Selon le journal En Nahar, les deux otages « ont été emmenés à bord de deux véhicules vers la région de Inabagharit » (nord du Niger), puis les ravisseurs ont libéré l'Algérien « en plein désert du Mali, après l’avoir battu et lui avoir bandé les yeux ». Aidé par des Bédouins, l'otage libéré a pu rejoindre la frontière algéro-malienne vers Tin Zitounine, avant d'être pris en charge par les forces de sécurité algériennes. « Les terroristes auraient libéré l’otage algérien afin d’éviter tout conflit avec les tribus Touareg »[27].

### Mai 2010
- Samedi 1er mai 2010 : un Congrès unitaire rassemblant les dirigeants de l’Union soudanaise-Rassemblement démocratique africain (US-RDA), du Bloc pour la démocratie et l'intégration africaine (BDIA), de Mali joton et de l’Union pour la démocratie citoyenne s’est réuni au Centre international de conférence de Bamako en vue de constituer un nouveau parti, l’Union malienne RDA Faso Jigi et de dissoudre les partis respectifs[28].

- Jeudi 6 mai 2010 : L’Assemblée nationale adopte par 137 voix pour, 0 contre et 0 abstention le projet de loi portant statut de l’Hôpital du Mali, troisième hôpital de la capitale en construction sur la rive droite de Bamako[29].

### Juillet 2010
- Samedi 17 juillet 2010 : Le Parti pour le développement économique et solidaire (PDES) a été créé lors de l’assemblée générale constitutive qui s’est tenue au Centre international des conférences de Bamako. Ce nouveau parti politique a été créé à partir du Mouvement citoyen, association politique qui soutient le président Amadou Toumani Touré, élu en 2002, réélu en 2007 et dont le mandat s’achève en 2012. Présidé par Ahmed Diane Séméga, ministre de l’Équipement et des Transports, il est dirigé par un bureau de 120 membres parmi lesquels figurent plusieurs membres du gouvernement : N’Diaye Bah, ministre de l’Artisanat et du Tourisme, Hamane Niang, ministre de la Jeunesse et Sports, Mohamed El Moctar, ministre de la Culture, Marahafa Traoré, ministre de la Justice, Mme Diarra Mariam Flantié Diallo, Ministre de la Communication et des Nouvelles technologies, Ahmadou Abdoulaye Diallo, ministre de l’Industrie, des Investissements et  du Commerce et Mme Gakou Salamata Fofana, ministre du Logement, des Affaires foncières et de l’Urbanisme[30].

- Jeudi 22 juillet 2010 : L'armée mauritanienne a mené un raid contre al-Qaida au Maghreb islamique (AQMI) dans le nord du Mali « en coordination avec des pays amis » pour « chercher l'otage français » Michel Germaneau (78 ans) enlevé le 19 avril au Niger. Six terroristes auraient été tués et 4 autres ont réussi à fuir au cours de cette opération. Selon le ministre français de la Défense, Hervé Morin : « Des moyens militaires français ont apporté un soutien technique et logistique à une opération mauritanienne destinée à prévenir une attaque d'Al-Qaïda au Maghreb islamique (AQMI) contre la Mauritanie […] Ce soutien militaire français rentre dans le cadre de l'appui que la France apporte aux pays de la région engagés dans la lutte contre le terrorisme ».

- Vendredi 23 juillet 2010, les travaux de lancement du nouveau parti politique Yèlèma (qui signifie changement en Bambara ont débuté au Palais de la culture de Bamako. Moussa Mara, maire de la commune IV de Bamako avant l’annulation de l’élection communale de 2009, a été élu président de cette nouvelle formation politique[31].

- Lundi 26 juillet 2010 :
  - Une quinzaine d'instructeurs de l'armée française forment actuellement des militaires maliens aux techniques de lutte anti-terroriste à Sévaré (nord). Environ 400 soldats maliens sont en cours de formation dans le domaine du « combat motorisé ».  L'armée malienne n'a pas participé au récent raid mené par des troupes françaises et mauritaniennes contre des positions d'Aqmi visant à libérer Michel Germaneau, enlevé au Niger puis transféré au Mali.
  - Le président Amadou Toumani Touré déclare : « C’est avec une grande tristesse et une profonde indignation que j’ai appris l’assassinat de votre compatriote, Michel Germaneau, par le groupe terroriste Aqmi qui le détenait en otage […] Cet acte ignoble et odieux démontre à quel point ses ravisseurs ont du mépris pour la vie humaine […le Mali] le condamne avec la plus grande fermeté [et affirme] la nécessité d’une coopération sous-régionale franche, entière et diligente ».
  - La présidence française affirme qu'il n'y a jamais pu avoir de négociations avec l'AQMI pendant la détention de l'otage français Michel Germaneau (78 ans). Selon le ministre de la Défense, Hervé Morin : Nous n'avons jamais eu de revendications précises. Ils ont même refusé toute discussion pour permettre l'acheminement de médicaments dont Michel Germaneau avait besoin pour ses problèmes cardiaques. AQMI avait donné à la France jusqu'au 26 juillet pour satisfaire ses revendications sur la libération de prisonniers islamistes. L'annonce de l'exécution de Michel Germaneau a été faite la veille de cette échéance, juste après l'échec de l'opération franco-mauritanienne censée le libérer. Le président Nicolas Sarkozy parle d'« un assassinat programmé » et le ministre des affaires étrangères, Bernard Kouchner, déclare : « Nous avons essayé, mais nous n'avons pas pu trouver le chemin de ce groupe qui le détenait, nous n'avons pas pu proposer quoi que ce soit, comme s'il était déjà […] condamné. »
- Jeudi 29 juillet 2010 : Une communauté arabe du nord du Mali a déposé plainte auprès du tribunal de Tombouctou contre les armées mauritanienne et française pour « enlèvement de deux civils maliens » après le raid du 22 juillet. Le ministère français des Affaires étrangères assure qu’aucune personne n'a été détenue à l'issue de l'opération franco-mauritanienne menée contre un camp d'Al-Qaïda au Maghreb islamique (Aqmi) dans le nord du Mali. Le gouvernement mauritanien affirme que cette opération avait pour seul objectif de prévenir une attaque d'Aqmi sur son territoire, programmée le 28 juillet.

### Août 2010
- Dimanche 1er août 2010 : Le chef d'Al-Qaida au Maghreb islamique (AQMI), Abdelmalek Droukdel, assure que la France a négocié avec le mouvement djihadiste en vue d'obtenir la libération de Michel Germaneau, contrairement à ce qu'affirme Paris.

- Mardi 10 août 2010 : Un guide-douanier et un militaire de la garde nationale ont été enlevés par al-Qaida au Maghreb islamique dans la région de Kidal (nord). D'autres personnes étaient avec eux et ont été laissées libres.

- Mercredi 11 août 2010 :  Début d'une grève illimitée de l'ensemble du personnel local de la compagnie Air France à Bamako pour exiger des hausses de salaires.

- Jeudi 12 août 2010 :
  - Al-Qaida au Maghreb islamique annonce l'exécution du guide-douanier enlevé mardi.
  - Selon un ancien activiste algérien, les combattants d'al-Qaida au Maghreb islamique bénéficient au Mali d'alliances avec des responsables locaux corrompus et des tribus, qui leur fournissent des armes et les aident à se cacher. Ils parviennent à se déplacer en relative liberté dans le désert et à recevoir des informations et du matériel en échange d'une partie des millions de dollars générés par les trafics et les rançons. Un officier de l'armée malienne aurait cédé au chef Mokhtar Belmokhtar deux mitrailleuses lourdes « Douchka » de fabrication russe en échange d'un véhicule tout-terrain Toyota. Des responsables du gouvernement malien ont fait des visites de courtoisie à un dirigeant du groupe[32].

- Dimanche 15 août 2010 : Deux maliens survivants révèlent que 12 ressortissants africains — trois Camerounais, trois Maliens, deux Ivoiriens, deux Sénégalais, un Gambien et un Guinéen —, candidats à l'émigration clandestine en Europe, sont morts de soif dans le désert algérien, entre la frontière nord du Mali et la ville de Tamanrasset en Algérie par manque d'eau.

- Lundi 23 août 2010 : Trois étrangers (un Espagnol, un Portugais et un Vénézuélien) ont été arrêtés par la police dans la zone industrielle de Bamako pour le meurtre d'un Ukrainien. Ils ont été surpris en train de découper à la scie électrique le corps de leur victime après l'avoir tué de trois balles. Ils avaient l'intention dans la nuit de jeter les morceaux dans le fleuve niger.

- Mardi 24 août 2010 : Selon la presse espagnole, le gouvernement espagnol a payé un total estimé de 7 millions d'euros pour obtenir la libération des otages espagnols détenus par AQMI.

- Mercredi 25 août 2010 :
  - Un douanier algérien retenu en otage depuis juin, après une attaque qui avait coûté la vie à 11 gendarmes algériens à la frontière entre le Mali et l'Algérie, est exécuté par AQMI dans la région de Kidal.
  - À la suite des révélations sur le versement d'une rançon par l'Espagne pour libérer ses prisonniers, le président français Nicolas Sarkozy affirme que le versement de rançons ou la libération de prisonniers ne sauraient constituer « la seule stratégie » pour récupérer les otages du groupe terroriste Al-Qaïda au Maghreb islamique.

### Septembre 2010
- Mercredi 1er septembre 2010 : Le président de la république Amadou Toumani Touré a procédé au lancement des activités du mois du cinquantenaire de l’indépendance du Mali dans le village de Sabouciré (commune de Logo, cercle de Kayes, village reconnu pour être la première cité à résister à la pénétration coloniale française[33].

- Vendredi 3 septembre 2010 : Adama Diakité, de la Fédération malienne des personnes âgées (FEMAPH), a été élu président du Forum des organisations de la société civile du Mali[34].

- Vendredi 17 septembre 2010 :
  - Les cinq Français et deux Africains enlevés par le groupe armé auraient gagné le désert malien selon des sources sécuritaires nigériennes et algériennes.
  - La France commence l'évacuation de ses ressortissants présents dans la « zone rouge » du Sahel où sont susceptibles d'opérer les activistes d'Al-Qaida au Maghreb islamique (AQMI), soit quelques dizaines de Français se trouvant dans cette région à cheval entre le Niger, le Mali et la Mauritanie. Une quinzaine de Français devraient rester à Niamey[35].

- Samedi 18 septembre 2010 : Des combats entre l'armée mauritanienne et des éléments d'AQMI dans le nord du Mali ont débuté vendredi soir. Les affrontements se déroulaient à l'arme lourde à Raz-El-Ma à 235 km à l'ouest de Tombouctou[36]. 12 membres insurgés islamistes ont été tués et plus quelques dizaines d'autres blessés près de la localité malienne de Areich Hindi, non loin de Hassisidi. D'autre part 5 soldats mauritaniens ont été tués et 9 autres blessés. Selon d'autres sources, le bilan seraient d'une quinzaine de militaires mauritaniens tués, car « AQMI a entraîné les Mauritaniens dans le désert pour les piéger »[37].

- Dimanche 19 septembre 2010 :
  - Le président Amadou Toumani Touré déclare[38] que le Mali n'a pas participé à l'opération contre Aqmi sur son propre territoire, mais a « permis à tous les pays riverains de faire des poursuites ».
  - L'aviation mauritanienne assure avoir détruit trois véhicules d'AQMI lors d'un raid aérien contre une colonne de sept véhicules transportant des « terroristes ». Selon des témoins des civils auraient été tués (deux femmes) et blessés (quatre hommes) au cours de ce raid aérien.

- Lundi 20 septembre 2010 : L'armée mauritanienne aurait, au cours de son offensive dans le nord du Mali, « faits prisonniers » 6 individus suspectés d'être en lien avec AQMI.

- Mardi 21 septembre 2010 :
  - La Mauritanie annonce la prochaine remise de 20 ressortissants maliens au Mali. Ils avaient été arrêtés en février et accusés de « trafic de drogue et de soutien » à Al-Qaida au Maghreb islamique, établissant ainsi un lien entre les activités d'AQMI et le narcotrafic.. Leur extradition coïncide avec la visite à Bamako du président Mohamed Ould Abdel Aziz à l'occasion du cinquantenaire de l'indépendance du Mali.
  - Al-Qaida au Maghreb islamique revendique l'enlèvement des sept expatriés étrangers, dont cinq Français et un Togolais et un Malgache, dans un message audio diffusé par la télévision Al Jazeera. L'enlèvement a été mené par un groupe conduit par l'islamiste algérien, Abdelhamid Abou Zeid, qui dirige le groupe AQMI au Mali. Il est considéré comme responsable de l'assassinat en 2009 de l'otage britannique Edwin Dyer et de la mort de l'otage français Michel Germaneau en juillet 2010. Ils seraient désormais retenus dans le  nord-est du Mali, dans une zone montagneuse du désert, limitrophe de l'Algérie[39].

- Mercredi 22 septembre 2010 : Al-Qaïda au Maghreb islamique fait état de son bilan à la suite des combats, du 17 au 19 septembre, contre l'armée mauritanienne dans le nord du Mali. L'organisation terroriste affirme avoir infligé « une cuisante défaite » en tuant « 19 militaires » et en blessant des dizaines d'autres. D'autre part « 5 véhicules en bon état » auraient été récupérés et 2 autres détruits. Par ailleurs AQMI affirme que des militaires français ont pris part aux combats au côté de l'armée mauritanienne[40].

### Octobre 2010
- Vendredi 1er octobre 2010 :
  - Le président Amadou Toumani Touré, déplore « le déficit de coopération régionale » au Sahel dans la lutte contre Al-Qaïda au Maghreb islamique qui détient sept otages enlevés au Niger : « Les forces terroristes actuelles ne sont pas au-dessus de nos capacités. Il faut un plan sous-régional […] Je le répète, mon pays est otage et victime. Ces gens ne sont pas Maliens. Ils sont venus du Maghreb avec des idées que nous ne connaissons pas […] Le problème, c'est le déficit de coopération régionale. Chacun se plaint du voisin, et les actions isolées sont vouées à rester ponctuelles [le territoire] c'est aussi le sud de l'Algérie, l'est de la Mauritanie et l'ouest du Niger […] La réunion des états-majors du Sahel n'est qu'un des volets d'un plan plus global qu'il faudrait mettre en place […] J'ai appelé, en septembre 2006, à une conférence sahélo-sahélienne pour la paix et le développement, en présence des chefs d'État […] Or personne ne m'a écouté depuis quatre ans, quatre années de perdues […] Nous sommes d'accord pour que les États voisins viennent chez nous, si nous pouvons aussi aller chez eux  […] Le rôle de la France doit rester dans l'accompagnement et l'appui au plan matériel […] la France doit nous écouter »[41].
  - Le gouvernement français demande l'aide du Mali pour faciliter de futures éventuelles négociations entre la France et les ravisseurs et aider à libérer les sept otages, dont cinq Français, enlevés mi-septembre au Niger par AQMI  et transférés depuis en territoire malien, a-t-on appris aujourd'hui de source présidentielle malienne. Selon une source malienne, les otages sont détenus dans la zone du Timétrine, une région de collines désertiques dans le nord-est du Mali, à une centaine de kilomètres de la frontière algérienne.
  - Le président Amadou Toumani Touré s'est entretenu à Bamako  avec le président du conseil de surveillance du groupe Areva, Jean-Cyril Spinetta, au sujet du sort des collaborateurs d'Areva et de son sous-traitant Satom, otages d'AQMI.

- Dimanche 3 octobre 2010 : Iyad Ag Ghaly, un ancien chef de la rébellion touareg au Mali, impliqué dans plusieurs libérations d'otages ces dernières années, dément jouer un rôle de médiateur pour la libération de ces otages.

- Mardi 5 octobre 2010 : Dans une interview au Figaro, le président Amadou Toumani Touré, affirme que son pays n'est « pas impliqué dans les négociations pour la libération des otages » enlevés au Niger par AQMI, n'a désigné aucun « médiateur » et précise que la France n'a « pas demandé officiellement l'aide du Mali dans ce dossier ». Il déclare aussi : « Nous n'avons pas de forces françaises stationnées au Mali, mais nous pensons que la France est la seule qui puisse prendre la liberté de mettre en œuvre la force ou de ne pas le faire […] Les terroristes sont dans le désert parce que nous n'y sommes pas. Les terroristes se servent du déficit de développement, de la précarité, du désœuvrement des jeunes. Pour les combattre, il va falloir que les ressources du trafic soient coupées et mettre en place un développement local »[42].

- Dimanche 17 octobre 2010 : Un homme, membre de l'ex-Groupe salafiste pour la prédication et le combat, recherché pour terrorisme en Mauritanie est arrêté au Mali. Il aurait participé en 2005  à l'attentat de Lemgheity contre une garnison militaire qui avait tué 15 militaires mauritaniens[43].

### Novembre 2010
- Jeudi 4 novembre 2010 : Un « accrochage très violent » a opposé des éléments d'Al-Qaïda au Maghreb islamique (AQMI) à une tribu arabe à plus de 100 km au nord-est de Tombouctou, faisant quatre morts dans les rangs d'AQMI et un au sein de la tribu[44].

- Mardi 16 novembre 2010 : Le président français, Nicolas Sarkozy se dit « spécialement inquiet » pour les otages, affirmant « nous ne changerons pas d'un iota notre politique sous prétexte que nous sommes menacés ».

- Mercredi 17 novembre 2010 : Le nouveau ministre français des Affaires étrangères, Alain Juppé, a indiqué qu'il y avait « toutes les raisons de penser » que les otages français retenus au Mali sont vivants et en bonne santé, assurant qu'il existait « toutes sortes de contacts » avec les ravisseurs.

- Jeudi 18 novembre 2010 :
  - Le dirigeant d'AQMI au Mali, l'Algérien Abdelmalek Droukdel, dans un enregistrement audio diffusé par la chaîne de télévision du Qatar Al-Jazira, exige de la France qu'elle négocie directement avec Oussama ben Laden  et qu'elle retire ses troupes d'Afghanistan si elle veut obtenir la libération des cinq otages français retenus au Mali[45].
  - La ministre française des Affaires étrangères, Michèle Alliot-Marie, déclare que la France n'acceptera pas que sa politique « soit dictée à l'extérieur par qui que ce soit », indiquant que « la France fait tout ce qui est en son pouvoir pour que tous les otages, où qu'ils soient, soient libérés sains et saufs ».

- Samedi 20 novembre 2010 : Le président Amadou Toumani Touré se dit « certain » qu'AQMI a dispersé ses sept otages, dont cinq Français, « en plusieurs groupes », estimant par ailleurs que les conditions ne sont pas réunies pour une action militaire en vue de les libérer, ajoutant que son pays apporte « toute son aide, mais les contacts sont quasiment impossibles avec cette bande », car « on doit passer par des intermédiaires et il y en a tellement qu'on ne sait pas toujours lequel est le bon. Il faut être très patient. Personne ne peut dire combien de temps les otages d'Areva et de Satom seront retenus ». Le président considère qu'AQMI est « un péril de plus en plus grand » même si « sur le plan militaire, la réputation d'AQMI est surfaite », « cependant, un ennemi invisible et très mobile, qui traverse les frontières et bénéficie de complicités, peut s'avérer plus dangereux qu'on ne croit », « mais la menace n'est pas seulement militaire, elle est aussi idéologique. Et là, personne n'en connaît les limites ». Selon des sources maliennes et françaises, les otages sont détenus dans des collines désertiques du Timétrine, dans le nord-est du Mali, frontalier de l'Algérie[46].

### Décembre 2010
- Dimanche 5 décembre 2010, la présidence de la république a annoncé la démission d’Oumar Ibrahima Touré, ministre de la Santé, pour se mettre à la disposition de la mission d'enquête concernant le détournement de fonds mondial pour la lutte contre le paludisme et le sida au Mali. D’importantes sommes du Fonds mondial de lutte contre le paludisme, le sida, et la tuberculose auraient été détournées. Alou Badra Macalou jusqu’à présent ministre des Maliens de l’extérieur et de l’intégration africaine, est nommé ministre de la Santé et Moctar Ouane, ministre des Affaires étrangères est maintenant également responsable des Maliens de l’extérieur[47],[48].

- Lundi 20 décembre 2010 : Démantèlement d'« un des plus importants réseaux » de trafiquants de drogue, arrêtés début décembre et durant le week-end, dans le nord du Mali et en Mauritanie à la limite de la frontière avec l'Algérie. Surnommé "Polisario", car « il était composé à plus de 90 % d’éléments issus des camps du Polisario » et « avait des relais dans chaque pays de la bande sahélo-saharienne »[49]. Le 9 décembre, les forces de sécurité malienne avaient arrêté dans le désert du Sahara six « gros » trafiquants de drogue, « issus des rangs du Polisario » qui lutte pour l'indépendance du Sahara occidental.

- Dimanche 26 décembre 2010, le président Amadou Toumani Touré a procédé à un changement important dans le commandement militaire du nord du Mali dans l’objectif, selon Radio France internationale, « de mettre à la tête des unités des hommes neufs pour appliquer la nouvelle politique de défense dans le nord »[50].